# إدوارد إم. بيرز
إدوارد إم. بيرز هو قاضي وسياسي أمريكي، ولد في 27 مايو 1877 في بنسيلفانيا في الولايات المتحدة، وتوفي في 21 أبريل 1932 في واشنطن العاصمة في الولايات المتحدة. نشط حزبياً في الحزب الجمهوري. وقد انتخب عضو مجلس النواب الأمريكي ‏.